# Voznesenske, Hluhiv
Voznesenske (în ucraineană Вознесенське) este un sat în comuna Prîvillea din raionul Hluhiv, regiunea Sumî, Ucraina.

## Demografie
Componența lingvistică a localității Voznesenske
     Ucraineană (100%)
Conform recensământului din 2001, toată populația localității Voznesenske era vorbitoare de ucraineană (100%).